# Koutroúlis
Koutroúlis är ett berg i Grekland.   Det ligger i regionen Kreta, i den södra delen av landet, 290 km söder om huvudstaden Aten. Toppen på Koutroúlis är 1 061 meter över havet, eller 475 meter över den omgivande terrängen. Bredden vid basen är 11,6 km.
Terrängen runt Koutroúlis är huvudsakligen kuperad. Runt Koutroúlis är det glesbefolkat, med 11 invånare per kvadratkilometer. Närmaste större samhälle är Kastelli, 13,3 km norr om Koutroúlis. 